# Inishmaan Aerodrome
Inishmaan Aerodrome är en flygplats i republiken Irland. Den ligger i den västra delen av landet, 220 km väster om huvudstaden Dublin. Inishmaan Aerodrome ligger 3 meter över havet. Den ligger på ön Inishman.